# Igor Vovkovinskiy
Igor Vovkovinskiy (tiếng Ukraina: Ігор Вовковинський, đã Latinh hoá: Ihor Vovkovynskyj; 18 tháng 9 năm 1982–20 tháng 8 năm 2021), còn được biết đến với cái tên Igor Ladan, là một sinh viên luật, diễn viên người Mỹ gốc Ukraina. Anh được biết đến là người cao nhất sinh sống ở Hoa Kỳ, với chiều cao 7 foot 8+1⁄3 inch (234,5 cm) và cân nặng lên đến 380 lbs (172 kg).

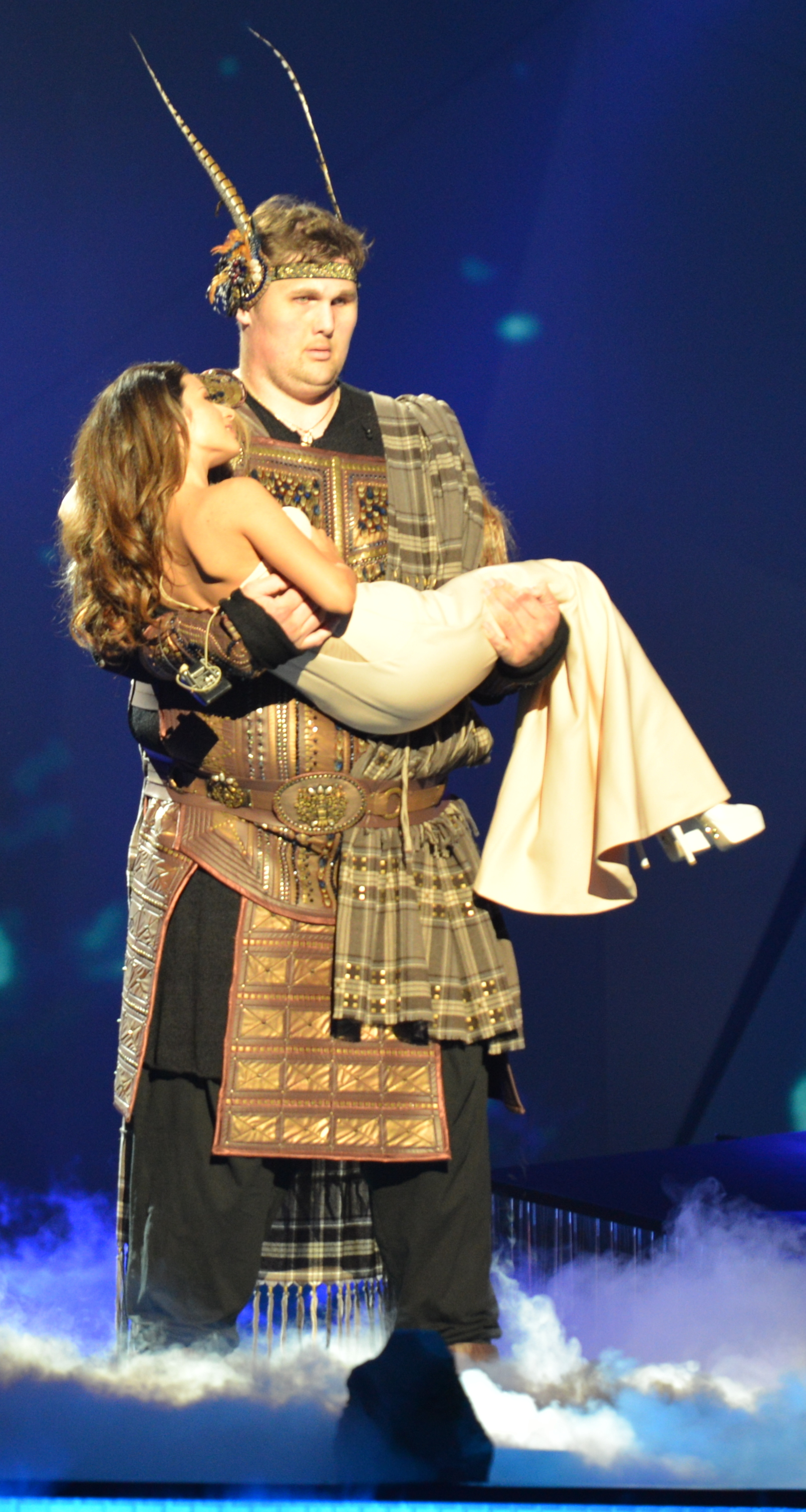
Vovkovinskiy biểu diễn trên sân khấu Eurovision Song Contest năm 2013

Vovkovinskiy sinh ra ở Ukraine nhưng sau đó đã chuyển đến Rochester, Minnesota vào năm 1989 để điều trị tại Bệnh viện Mayo. Vào thời điểm đó, anh đã cao ít nhất 6 feet.
Sau đó, Vovkovinskiy tham gia quảng cáo và đóng phim, nổi bật nhất là phim hài Hall Pass năm 2011. Anh được nhiều người biết đến khi mặc chiếc áo phông có dòng chữ "Người ủng hộ Obama lớn nhất thế giới". Năm 2013, Vovkovinskiy biểu diễn cùng với ca sĩ Zlata Ognevich trên sân khấu sự kiện Eurovision Song Contest 2013.
Người ta cho rằng lý do Vovkovinskiy đạt được chiều cao như vậy là do anh có một khối u đè lên tuyến yên, khiến cơ thể tiết ra quá nhiều hormone tăng trưởng. Vào năm 2019, Vovkovinskiy tiết lộ trên kênh YouTube cá nhân rằng anh đang phải điều trị bệnh tim.
Vovkovinskiy nhập viện vì bệnh tim và qua đời vào ngày 20 tháng 8 năm 2021 ở tuổi 38.